# SU Большой Медведицы
SU Большой Медведицы (SU UMa) является прототипом переменных типа SU Большой Медведицы, принадлежащих к подклассу карликовых новых. Она расположена недалеко от кончика носа Большой Медведицы, в 3° к северо-западу от яркой звезды Омикрон Большой Медведицы.
SU Большой Медведицы была открыта в 1908 году Л.П. Цераской в Москве. Звезда принадлежит к классу карликовых новых — катаклизмических переменных звезд — будучи похожа на U Близнецов, SS Лебедя, и Z Жирафа с точки зрения функционирования физических механизмов системы. Переменные такого рода состоят из тесных двойных пар: главной звездой в них является белый карлик, вторичной — карлик спектрального типа G, как у нашего Солнца. Вокруг первичного компонента находится аккреционный диск, который формируется из материала звезды-спутника. Наблюдаемые вспышки являются результатом взаимодействия материала внутри диска. Однако, в дополнение к обычным вспышкам, которые имеют яркость 2m-6m звёздной величины и длительность 1-3 дня, звёзды типа SU UMa также демонстрируют сверхвспышки. Сверхвспышки происходят реже, чем обычные вспышки (могут происходить каждые 3-10 циклов), они длятся 10-18 дней, и могут увеличить яркость звезды, по крайней мере, на ещё одну звёздную величину. Уникальной особенностью кривой блеска является наличие сверхгорбов, чей период колебаний на 2-3% больше, чем период обращения системы, который составляет 3.1 часа. Звезда окружена слабым ореолом (диаметром 28‘) и является источником мягких рентгеновских лучей.

## Наблюдения SU Большой Медведицы
Переменность SU UMa легко заметна, так как изменения её яркости происходят на коротком отрезке времени: обычные вспышки происходят на интервале от 11 до 17 дней, а сверхвспышки на интервале от 153 до 260 дней. Диапазон изменения яркости, как правило, от минимума 15m до максимума 10,8m во время сверхвспышек. Звезду можно наблюдать круглый год в северном полушарии в телескоп умеренного размера (6 дюймов или больше). 
Тем, кто заинтересован в добавлении SU UMa в программы наблюдений, следует планировать наблюдение переменной каждую ясную ночь, если это возможно. Сверхвспышки следует контролировать каждые 5 минут, на интервалах, по крайней мере, 2-3 часа для выявления сверхгорбов. Хотя подобные  сверхвспышки лучше всего обнаруживаются оборудованием, чувствительным к малым амплитудам вариаций яркости, таким, как фотоэлектрические фотометры и ПЗС-матрицы, визуальный наблюдатель мог бы попробовать свои силы в выявлении колебаний яркости. SU Большой Медведицы мониторится наблюдателями AAVSO начиная с 1935 года. В международной базе данных в настоящее время содержится около 30 000 наблюдений этой звезды, сделанных более 400 наблюдателями во всем мире за последние 65 лет.